# Bandengan, Jawa Barat
Bandengan är en administrativ by i Indonesien.   Den ligger i provinsen Jawa Barat, i den västra delen av landet, 200 km öster om huvudstaden Jakarta. Bandengan ligger vid sjön Setu Patok.